# Ернст Руска
Ернст Август Фридрих Руска (25. децембар 1906. – 27. мај 1988) био је немачки физичар који је 1986. године добио Нобелову награду за физику „за фундаментално истраживање у оптици електрона, и дизајн првог електронског микроскопа”.